# 武尔卡河畔特劳斯多夫
武尔卡河畔特劳斯多夫是奥地利布尔根兰州艾森斯塔特城郊县的一个市镇。总面积15.44平方公里，总人口1883人，人口密度122.0人/平方公里（2011年）。